# Javier Martí
Javier Martí Hernanz (* 11. Januar 1992 in Madrid) ist ein spanischer Tennisspieler.

## Leben und Karriere
Javier Martí spielte zu Beginn seiner Karriere nur wenige Juniorenturniere, sondern trat vielmehr schon als Fünfzehnjähriger bei Turnieren der ITF Future Tour an. Im September 2008 konnte er seinen ersten Matchgewinn verzeichnen und somit die ersten Weltranglistenpunkte sammeln. Im Doppel gewann er im Jahr 2009 an der Seite seines Trainers Óscar Burrieza López die ersten beiden Titel, im Einzel dauerte es bis März 2010, bis er in Kroatien zum ersten Mal in einem Finale stand, welches er jedoch verlor. Im Mai 2010 gewann er dann schließlich in Bulgarien seinen ersten Einzeltitel und erreichte zudem ein weiteres Finale. Im weiteren Jahresverlauf erreichte er noch vier weitere Future-Finals, von denen er zwei gewann. Im November 2010 bekam Javier Martí für das ATP-Turnier in Valencia eine Wildcard. Bei seinem ATP-Debüt war er jedoch chancenlos gegen den damaligen Weltranglistenelften Nikolai Dawydenko. Im Doppel gewann Martí in diesem Jahr fünf Titel, allesamt zusammen mit Burrieza.
Nachdem er im Januar 2011 noch einen weiteren Future-Titel gewonnen hatte, konnte Javier Martí im April 2011 in Pereira erstmals einen Matchgewinn bei einem Challenger-Turnier verzeichnen, und erreichte dort sogleich das Halbfinale. Nach einer Viertelfinalteilnahme beim Challenger-Turnier in Blumenau trat Martí im Mai 2011 zur Qualifikation bei den French Open an. Dort konnte er sich unter anderem durch einen Sieg über den gleichaltrigen Ryan Harrison überraschend für das Hauptfeld qualifizieren. Bei seinem Grand-Slam-Debüt traf er in der ersten Hauptrunde auf den ebenfalls als Qualifikant gestarteten Albert Ramos Viñolas, dem er in fünf Sätzen unterlag. Im Juni 2011 erhielt Javier Martí für das ATP-Turnier in ’s-Hertogenbosch eine Wildcard, die er zu einem Erstrundensieg über den an Position acht gesetzten Top-100-Spieler Daniel Gimeno Traver nutze, bevor er gegen Teimuras Gabaschwili ausschied. Im weiteren Jahresverlauf bekam Martí noch Wildcards bei den ATP-Turnieren in Kitzbühel und Valencia, er verlor jeweils in der ersten Runde. Auf Challenger-Ebene erreichte er im September 2011 in Ljubljana noch ein Viertelfinale, zudem gewann er noch zwei Future-Titel, wodurch er zum Jahresende bis auf Platz 184 der Weltrangliste stieg.
Den ersten Erfolg im Jahr 2012 verzeichnete Javier Martí im Februar beim ATP-Turnier in São Paulo, wo er mit einer Wildcard gestartet den Top-100-Spieler Frederico Gil besiegte. In der zweiten Runde traf er auf den an Position 3 gesetzten Fernando Verdasco, gegen den er zwar einen Satz gewinnen konnte, am Ende aber in drei Sätzen verlor. Beim folgenden Turnier in Buenos Aires gelang Martí die Qualifikation, gefolgt von einer Erstrundenniederlage gegen Benoît Paire. Im April 2012 stand Javier Martí in Mersin zum ersten Mal im Finale eines Challenger-Turniers. Dort unterlag er in einem knappen Dreisatzmatch João Sousa. Im November 2012 gewann er schließlich, wenn auch im Doppel, seinen ersten Challenger-Titel. An der Seite von Andrei Kusnezow gewann er in Marbella die Doppelkonkurrenz, als sie im Endspiel Emilio Benfele Álvarez und Adelchi Virgili mit 6:3 und 6:3 besiegten.
2013 trat er mehrfach in Qualifikationen auf World-Tour-Ebene an, schaffte es allerdings nie ins Hauptfeld. Lediglich beim Madrid Masters absolvierte er dank einer Wildcard seine einzige Partie auf der World Tour in dieser Saison. Er unterlag Grigor Dimitrow in zwei Sätzen. 2014 bestritt Martí zwischen Juli und September lediglich fünf Future-Turniere. In der Saison darauf spielte er hauptsächlich auf der Future Tour mit vereinzelten Teilnahmen auf der Challenger Tour. 2016 war er zwischen August und Oktober nur bei vier Future-Turnieren am Start. Wesentlich erfolgreicher verlief die Saison 2017, in der er sechs Future-Turniere gewann. Auch 2018 sicherte er sich zum Saisonauftakt einen Future-Titel und spielte auf der Future Tour bis April, ehe er für den Rest der Saison wegen einer Ellbogenverletzung wieder ausfiel. Er kehrte erst im November 2019 auf die Future Tour zurück, nachdem er zuvor seine Karriere bereits offiziell beendet hatte. Insgesamt fünfmal wurde er bis zu diesem Zeitpunkt an seinem Ellbogen operiert. Im Januar 2020 gewann er einen weiteren Einzeltitel auf der Future Tour.

## Erfolge
| Legende (Anzahl der Siege)  |
| Grand Slam                  |
| ATP World Tour Finals       |
| ATP World Tour Masters 1000 |
| ATP World Tour 500          |
| ATP World Tour 250          |
| ATP Challenger Tour (1)     |

### Doppel

#### Turniersiege
| Nr. | Datum             | Turnier  | Belag | Partner         | Finalgegner                            | Ergebnis |
| --- | ----------------- | -------- | ----- | --------------- | -------------------------------------- | -------- |
| 1.  | 18. November 2012 | Marbella | Sand  | Andrei Kusnezow | Emilio Benfele Álvarez Adelchi Virgili | 6:3, 6:3 |